# آنی کورلی
آنی کورلی (به انگلیسی: Annie Corley) بازیگرآمریکایی است.
از فیلم‌های معروف او می‌توان به بازی در فیلم شهروند مطیع قانون، برای همیشه، لولو، جعبه مهتاب و خوش شانس‌ها اشاره کرد.